# Ralph McLean (chính khách)
Malcolm Ross (Ralph) McLean (26 tháng 3 năm 1957 – 25 tháng 12 năm 2010) là một chính khách người Úc, từng là thị trưởng của Fitzroy, Victoria vào năm 1984 và 1985. Ông là người đồng tính công khai đầu tiên từng được bầu làm thị trưởng tại Úc.
Sinh năm 1957 tại Kilmore, ông được đào tạo tại Đại học Melbourne. Ông làm nhân viên nghiên cứu cho Hội sinh viên Úc, và là thành viên của tập thể Tạp chí lịch sử Melbourne.
Ông công khai người đồng tính với gia đình vào năm 1979. Lần đầu tiên được bầu vào Hội đồng Fitzroy năm 1982 với tư cách là ủy viên hội đồng đảng Lao động, ông đã công khai là người đồng tính trong chiến dịch thị trưởng năm 1984 và giành chiến thắng trong cuộc bầu cử.
Sau khi giữ chức thị trưởng Fitzroy, ông vẫn hoạt động trong cộng đồng văn hóa và nghệ thuật của Melbourne, bao gồm năm năm làm chủ tịch hội đồng lễ hội Fringe Melbourne, bốn năm làm chủ tịch C31 Melbourne, và là một giám đốc điều hành của Liên đoàn các tổ chức AIDS của Úc.
Ông mất vào tháng 12 năm 2010 vì bệnh suy gan. Vào năm 2014, Thành phố Yarra, chính phủ kế nhiệm Fitzroy, đã tiết lộ một tượng đài công cộng cho cộng đồng LGBT của thành phố, nơi dành riêng cho McLean.